# 顿涅茨克人民共和国总理
頓內次克人民共和國總理，正式名稱為頓內次克人民共和國部長會議主席（俄语：Председатель Совета министров Донецкой Народной Республики）是頓內次克人民共和國的政府首腦。2014年11月2日通过的第一部《頓內次克人民共和國憲法》，规定頓內次克人民共和國是“共和制的人民蘇維埃國家”，确立總統制政府體制。選舉產生的第一屆總理任期為四年一屆，自2018年起任期延長至六年一屆。。

## 選舉過程

### 資格
依據頓內次克人民共和國憲法，如果有人想角逐總理寶座，必須是三十五歲以上的蘇聯出生的公民，並且居住在蘇聯境內連續超過十年。頓內次克人民共和國憲法也同時明文規定，一個人擔任總理之職連選得連任一次，然而擔任兩次之後隔屆再參選並不在此限，換言之並未限制一個人擔任總理的總年限，只要他能夠在選戰中獲勝即可。

### 選舉
總理選舉採取兩輪投票制，自2018年起每六年選舉一次，如果沒有候選人在第一回合取得絕對多數的勝利，那麼在第二回合以上一回合得票最多的兩位候選人。

## 象徵
在總理從大選中獲勝之後，以下象徵將會授予總理，這些也象徵了總理的官階以及特殊的地位。

## 官邸
總理主要的工作場所是在頓內次克總理府。

## 歷任部長會議主席
| 任次 | 任次 | 肖像 | 名字                                 | 名字     | 任期           | 任期           | 政黨           |
|      |      | 肖像 | 譯名                                 | 俄語原文 | 就職           | 離職           | 政黨           |
| ---- | ---- | ---- | ------------------------------------ | -------- | -------------- | -------------- | -------------- |
|      | 代   |      | 杰尼斯·弗拉基米罗维奇·普希林         |          | 2014年4月7日   | 2014年5月15日  | 顿涅茨克共和国 |
|      | 1    |      | 亚历山大·尤里耶维奇·博罗代           |          | 2014年5月16日  | 2014年8月7日   | 無黨籍         |
|      | 2    |      | 亞歷山大·弗拉基米羅維奇·扎哈爾琴科   |          | 2014年8月7日   | 2018年8月31日  | 顿涅茨克共和国 |
|      | 代   |      | 德米特里·维克托罗维奇·特拉佩兹尼科夫 |          | 2018年8月31日  | 2018年9月7日   | 無黨籍         |
|      | 代   |      | 杰尼斯·弗拉基米罗维奇·普希林         |          | 2018年9月7日   | 2018年10月18日 | 顿涅茨克共和国 |
|      | 代   |      | 亚历山大·叶夫根尼耶维奇·阿南琴科     |          | 2018年10月18日 | 2018年12月1日  | 顿涅茨克共和国 |
|      | 3    |      | 亚历山大·叶夫根尼耶维奇·阿南琴科     |          | 2018年12月1日  | 2022年6月8日   | 顿涅茨克共和国 |
|      | 4    |      | 维塔利·帕夫洛维奇·霍岑科             |          | 2022年6月8日   | 2023年3月29日  | 無黨籍         |
|      | 代   |      | 叶夫根尼·亚历山德罗维奇·索恩采夫     |          | 2023年3月29日  | 現任           | 無黨籍         |